# ノース・ベリック線
ノース・ベリック線（ノース・ベリックせん）はイギリス、スコットランドのエディンバラとノース・ベリックを結ぶ鉄道路線である。ドレム（英語版・街）までの区間はイースト・コースト本線上を走行し、ロンドン・ノース・イースタン鉄道列車と線路を共有しており、ドレムで北側に分岐する。
ネットワーク・レールの区分上は以下の2路線の一部または全部で構成される。
- SC 147（イースト・コースト本線） - エディンバラ・ウェイヴァリー - ドレム信号所
- SC 149 - ドレム信号所 - ノース・ベリック

列車は2020年現在アベリオ・スコットレールによって運行されている。また、交流25kVで電化されている。

## 運行
ほとんどの列車はノース・ベリック - エディンバラ・ウェイヴァリー間で完結するが、ピーク時において1つ先のヘイマーケットまで直通する列車があるほか、毎日2本がグラスゴー・セントラルを経由してエア（街）まで直通する。おおむねピーク時と土曜日が30分毎、平日オフピークと日曜日が1時間毎の運行である。
スコットレールはこのほかにエディンバラから東に向かう列車としてイースト・コースト本線ダンバー（街）までの列車を2010年5月から運行している（当初は平日のみ）。これらの列車は2時間ごとに運行され、当初は途中駅をすべて通過していたが、2011年よりマッセルバラ（街）に一部列車が停車するようになった。

## 車両
2011年6月以来、380形「デジロ」が使用されている。なおそれまで6年間使用されてきた322形は同年8月に運行を終え、ノーザン・レールのウェイクフィールド線に転属した。2012年12月にダンバー行の列車が土曜日日中にも運行されるようになるとこれらの列車に170形「ターボスター」が用いられるようになったが、2015年9月にはボーダーズ・レールウェイの開業に伴い158形に置き換えられた。2017年12月には土曜日のダンバー行列車に380形が導入され、翌2018年12月に385形に置き換えられた。スコットレールの電車不足により、ピーク時の列車を中心にノース・ベリック線にも170形が用いられる。
2018年9月には385形が導入された。これらは3両編成2本をつないだ形で運用され、380形は2019年末にグラスゴー発着のエアシャー及びインバークライド路線へ転属する予定である。また、配置本数増により、気動車の使用は減少するとされている。

## 歴史
現在のノース・ベリック線はイースト・コースト本線区間がノース・ブリティッシュ鉄道の本線として1846年に、ドレム - ノース・ベリックが同社のノース・ベリック支線として1849年から1850年にかけて開通した。
電化はイースト・コースト本線全線電化の翌年である1991年になされている。